# بیرکن‌هد، استرالیای جنوبی
بیرکن‌هد، استرالیای جنوبی (انگلیسی: Birkenhead, South Australia) یک منطقه در شمال غربی حومه شهر آدلاید است تا قایق‌ها بتوانند از کنار رودخانه پورت عبور کنند. همچنین محل تقاطع رودخانه پورت سوم، بزرگراه بندر رودخانه است. این محل شامل پل متحرک «دایور» است که در دریک پل واقع است و برای کاهش تراکم ترافیک در این منطقه طراحی شده‌است و در اوت ۲۰۰۸ در مجاورت پل راه‌آهن مری مکی‌لاپ افتتاح شد. پل بیرکن‌هد و دریل نیروی دریایی در فهرست ثبت میراث جهانی استرالیا فهرست شده‌است.